# Creu del Tosell
La Creu del Tosell, o Creu del Tusell, és una creu commemorativa de Vic (Osona) situada al voral de la carretera C-153, de Vic a Roda de Ter, al trencant de la finca de Cal Tosell.
La creu es va aixecar el 1824 en record d'Hipòlit de Plandolit, descendent de la casa Plandolit de Sant Pere de Torelló. Va ser enderrocada pels republicans durant la Guerra Civil, i tornada a aixecar posteriorment. El 2017 va patir danys per un accident d'un automòbil i va ser retirada, quedant al magatzem municipal de Vic, on el 2024 la trobà un descendent de Plandolit i demanà la seva restitució, cosa que van efectuar, un cop restaurada, l'Ajuntament de Vic i la Diputació de Barcelona, l'agost del 2024.